# がん検診

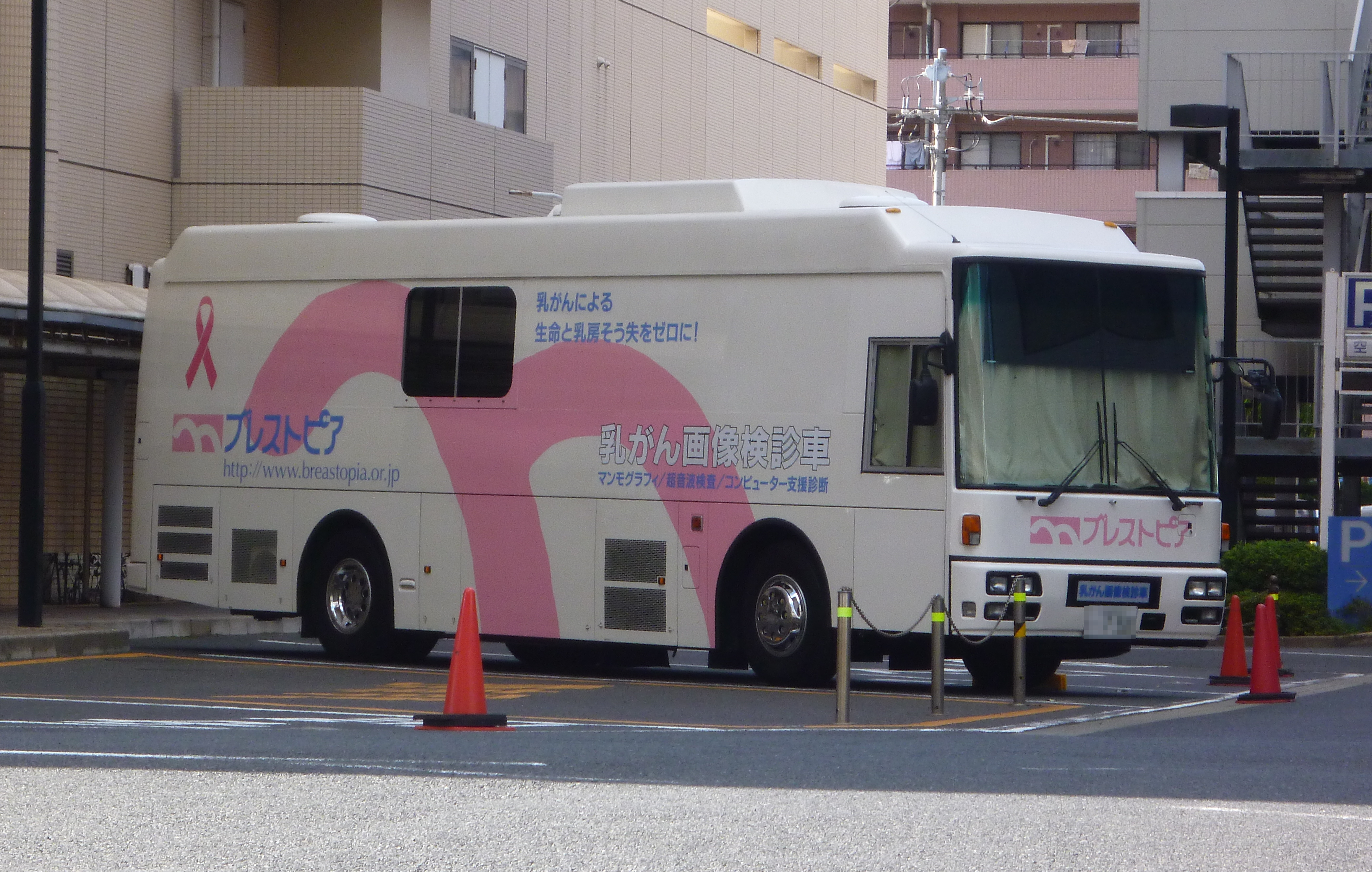
マンモグラフィー車

がん検診（がんけんしん、英語: Cancer screening）とは、がんの症状がない人々において、存在が知られていないがんを見つけようとする医学的検査（スクリーニング）である。がん検診は健康な人々に対して行うものであるため、安全で、体をあまり侵襲しないものであることが求められる。また、地方自治体などが主体となって行われる対策型検診では、それに加えて安価かつ偽陽性が少ない検査であることも重要となる。もし、がん検診でがんの徴候が見つかった場合、がんの診断を確実なものにするために、より確実性の高い二次検査が行われる。
がんの治療は一般に早期がんであるほど治癒率が高く、治療後の生命予後やQOLも高くなることが期待されるが、がんはある程度大きくなって周囲組織へ浸潤したり、骨などに転移したり、物理的に正常組織を圧迫するなどしないと症状を呈さないことが多く、自覚症状が出現して受診した時には既に治療困難な進行がんであることが少なくない。そのため、負担の少ない検査を健康なうちに受けることで、まだ症状のない早期癌を発見して治療に繋げるというのが、がん検診の基本概念である。ほぼすべてのがんで1cm以下なら症状は出ない。
がん検診には、地方自治体などの公共政策として住民の当該がんによる死亡率を下げるために行う対策型検診（住民検診型がん検診）と、個人による自己判断で受診する任意型検診（人間ドック型検診）があり、前者は比較的安価かつ簡易な検査を低額あるいは無料で受けられる一方、後者は精密検査に近い検査を全額自費あるいは職場などの福利厚生として受けるものであり、同じがん検診でもその性質は大きく異なっている。

## 有効性の評価
がん検診の有効性は、そのがん検診受診者の当該がんによる死亡率が、非受診者のそれよりも低下するかどうかで評価される。有効性の証明としては、受診者と非受診者の無作為化比較対照試験や症例対照研究により、実際に死亡率が低減したことが統計学的に示されることが最も信頼性の高い証明であるが、この証明には非常に長期かつ大規模な研究が必要であり、病変検出精度や治療の中間評価といった間接的な証拠を複数組み合わせて示されていることも多い。
なお、がん検診の有用性を判断するための証拠として「専門家の意見」は最も信頼性のグレードが低い。例えば、任意検診を行っている医療機関は検診の有用性を強く全面に押しがちであるし、「現代医療の常識を否定する」というスタイルが大衆受けすることから都合のいい論文のチェリー・ピッキングなどを駆使してがん検診の有用性を積極的に否定する医師などもいるが、それらは共に医学上のがん検診の有用性評価とは無関係な私見でしかなく、正しい場合もあるが誤りを含んでいる場合も多々ある。特に情報の発信者が個人や個人経営に近い組織である場合や、正確性よりもセンセーショナリズムが歓迎されがちな大衆向けメディアが情報拡散に寄与する場合、個々人の特殊な思想や利益関係により、公共性度外視で明確かつ時に危険な誤情報が発信される場合もあり、情報の受け手には注意が必要である。

## 部位別がん検診

### 胃がん

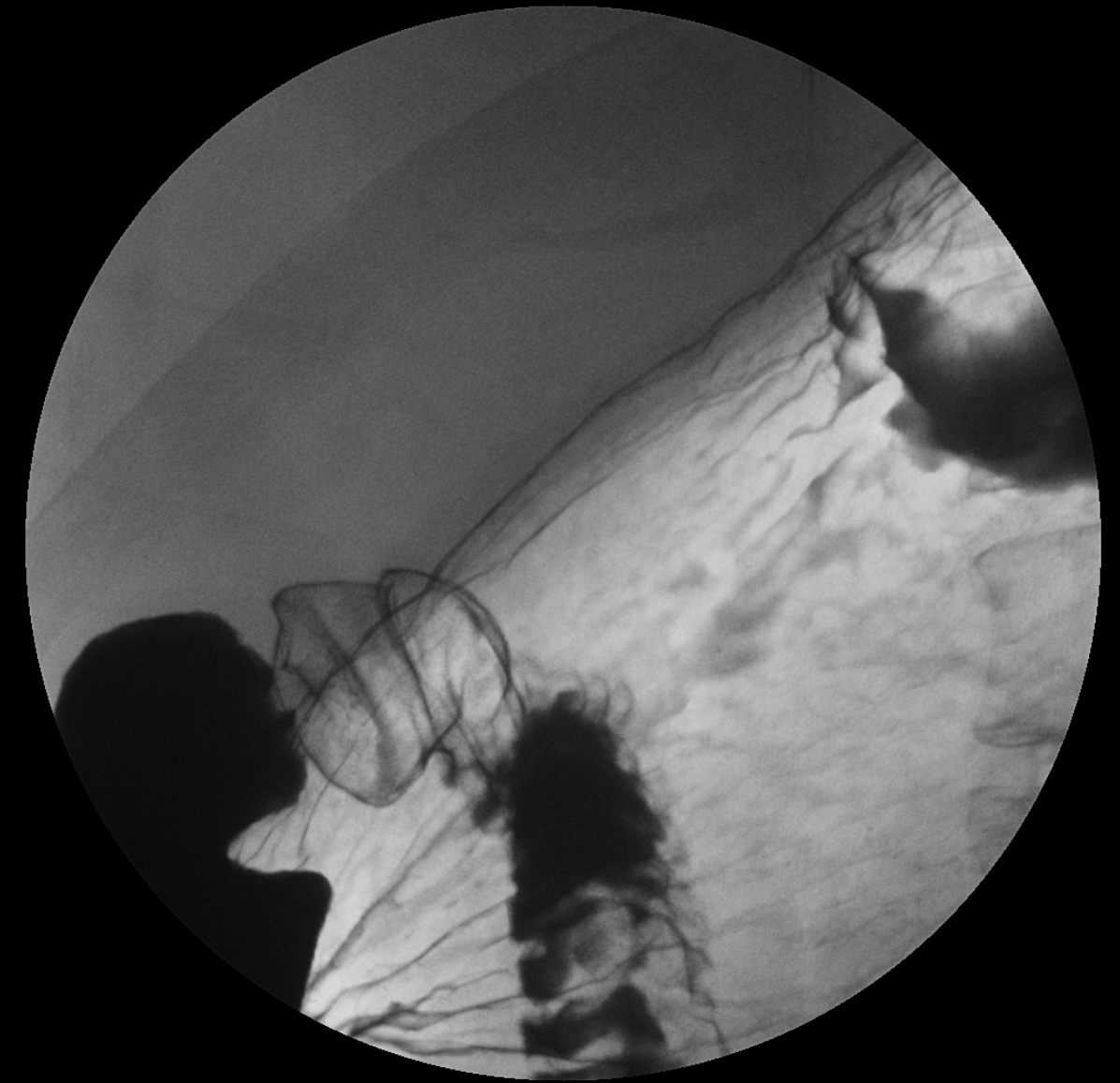
バリウム写真

胃X線検査（バリウム検査）と胃内視鏡検査は死亡率減少効果が証明されており、対策型検診と任意型検診の両方で推奨される。
ペプシノゲン法とヘリコバクターピロリ抗体検査は、現時点では死亡率減少効果の証明が不十分であるが、十分に説明の上で任意型検診に使用することは否定されない。

### 大腸がん

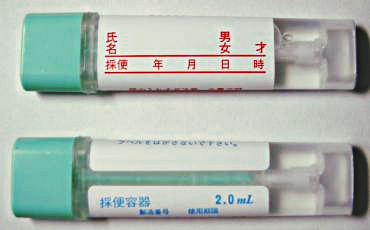
便潜血検査用の採便管

便潜血検査法は死亡率減少効果が証明されており、対策型検診と任意型検診の両方で推奨される（特に免疫法が推奨される）。
大腸内視鏡検査は死亡率減少効果が証明されている一方で無視できない不利益もあるが、十分に説明の上で任意型検診に使用することは否定されない。
直腸指診は死亡率減少効果が否定されており、対策型検診と任意型検診の両方で推奨されない。

### 肺がん

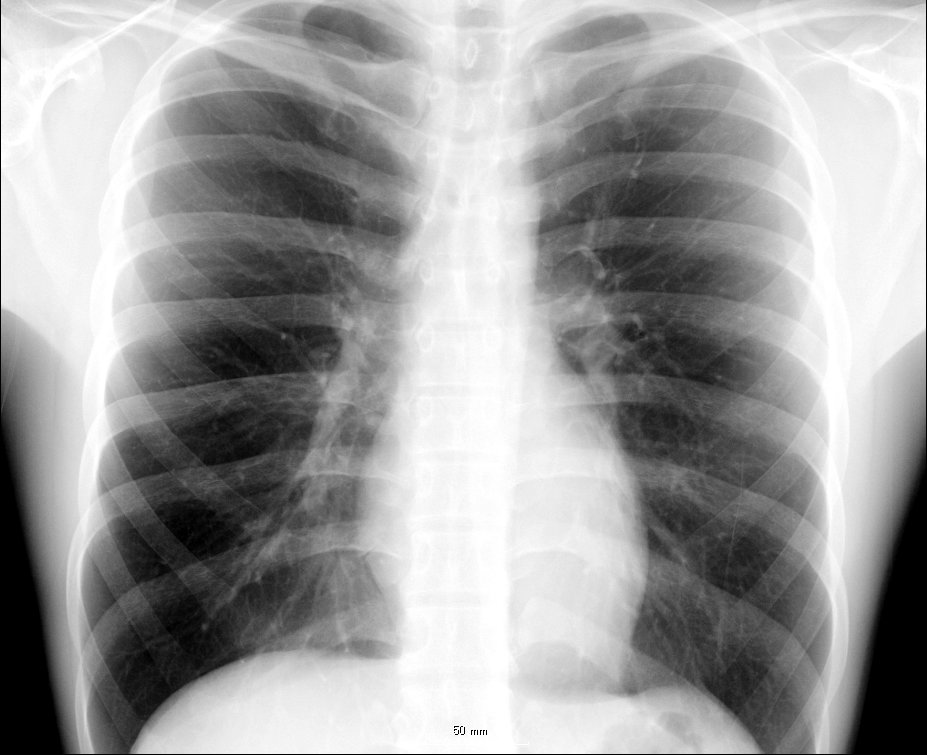
成人男性の胸部X線写真

胸部X線撮影を非高危険群（肺癌リスクを特に有しない集団）に対して行うのは、肺がんの死亡率減少効果が証明されており、対策型検診と任意型検診の両者で推奨される。高危険群（肺癌リスクのある集団）の場合は喀痰細胞診を併用することが推奨される。
低線量CTによる胸部撮影は、現時点では死亡率減少効果の証明が不十分であるが、十分に説明の上で任意型検診に使用することは否定されない。
通常線量CTによる胸部撮影は被曝が多いため、対策型検診と任意型検診の両方で推奨されない。

### 前立腺がん
PSA検査および直腸診は、現時点では死亡率減少効果の証明が不十分であるが、十分に説明の上で任意型検診に使用することは否定されない。

### 子宮頸がん
細胞診（従来法、液状検体法）は死亡率減少効果が証明されており、対策型検診と任意型検診の両者で推奨される。
HPV検査法およびHPV陽性者の細胞診トリアージ法は、現時点では死亡率減少効果の証明が不十分であるが、十分に説明の上で任意型検診に使用することは否定されない。

### 乳がん
マンモグラフィー検査は40歳〜74歳の受診者に対して死亡率減少効果が証明されており、対策型検診と任意型検診の両者で推奨される。また、40〜64歳の受診者ではマンモグラフィー検査と視触診の併用でも死亡率減少効果が証明されており、対策型検診と任意型検診の両者で推奨される。40歳未満では乳がんの発症自体が少なく、死亡率減少効果を判定することが困難であるが、十分に説明の上で任意型検診に使用することは否定されない。
視触診単独法や超音波検査は死亡率減少効果を評価した研究が少なく、現時点では有用性の評価が困難であるが、十分に説明の上で任意型検診に使用することは否定されない。

### 膵がん
従来は免疫染色法があったものの、精度は不十分であった。近年、血液または尿中に含まれるバイオマーカーを利用する手法が開発されつつある。

### その他
PET検査やPET/CT検査による全身がん検索は、現時点では死亡率減少効果の証明が不十分であるが、十分に説明の上で任意型検診に使用することは否定されない。なお、がん検診でPET検査やPET/CT検査を利用する受診者の多くは全身検索を期待しているが、一時の報道などにより「PETなら何でもわかる」と誤解している受診者が少なくないので、決して万能ではないことを十分に説明の上で、PET検査やPET/CT検査で検出されにくい疾患については他検査による検診の併用も考慮する必要がある。近年はマイクロRNAを使用した検査方法やがん探知犬による呼気や尿からの検査もある。

## がん検診の問題点
がん検診は基本的に有益性と有害性を比較して有益性が高い検査方法で行われるが、受診によって逆に不利益を被る側面もある。

### 検査そのものによる不利益
放射線を使用する検査では放射線被曝があるほか、内視鏡検査のように検査そのものの苦痛が小さくない場合や、任意型検診でPETやCTといった高価な検査を行う場合は費用も問題となる。内視鏡下生検での消化管穿孔のような偶発症が発生する場合や、医療機関で感染症のキャリアになってしまう場合も稀ながらある。

### 検査精度による不利益
偽陽性の多い検査では、実際には病気がないのに二次検査に回る症例が多くなり、一般的に検診の検査より侵襲などが大きい二次検査そのものが受診者の不利益となる（特に対策型検診では偽陽性が低い検査であることが強く求められる）。検査で病変を見逃す偽陰性は、がん検診を行うことによる不利益というよりは限界であるが、「検診を受けて正常であった」という予断が病院受診を遅らせる可能性があり、偽陰性も検診による不利益に繋がりうる。また、検査による放射線被曝を低減するために低線量の検査を行うことが、一方で検査画像の劣化による偽陰性を増やす可能性もある。

### 早期発見による不利益
ほとんどのがんは早期発見が有益であるが、甲状腺癌や前立腺癌のように進行の遅い悪性腫瘍の場合は、発見時の年齢などによってはそれが寿命に影響しない可能性があり、治療の必要がない病気を見つけて治療に回してしまう過剰診断が問題となる。また、寿命に影響しないと判断して治療しない場合も、「自分にはがんがある」という情報が心理的な重圧になる可能性がある。

### 進行の速いがんへの有用性が低くなりやすい
がんは1個あるいは少数のがん細胞塊から始まり、検査でも検出できない微小病変を経て、検出も治療も可能な早期がん、そして治療の難しい進行がんになっていくが、この増殖速度にはがんの発生した部位やがん細胞の種類によって大きな隔たりがあり、進行の速いがんでは検診で見つけたい早期がんの期間も短くなる。一方、がん検診は一般的に年に一度などの間隔で行われるため、進行の速いがんは偶然その短い早期がんのタイミングでがん検診を受けないと、見つけても結局治療できないという可能性も出てきてしまう。これもがん検診の弊害ではなく限界だが、がん検診の有用性に影響する問題である。